# Квалитативни поремећаји памћења
Квалитативни поремећаји памћења или парамнезије представљају обмане сећања. 
Поремећаји памћења се деле на квалитативне, квантитативне и поремећаје временског тока догађаја.
Квалитативни поремећаји памћења могу се поделити на:

## Аломнезија
Аломнезиja или како се још може срести у литeратури као ретроспективно фалсификовање, парамнезија или накнадно извртање сећања, је феномен историјски погрешног доживљавања реалности. Ради се о илузијама сећања, илити додавање погрешних појединости или погрешног смисла сећању на стварне догађаје. Аломнезија се може јавити услед услед умора, непажње, при деловања тренутног патолошког афекта, суманутих идеја. Сугестија, или хистерични поремећај личности може бити основа ове психопатолошке појаве. Особе у тим случајевима несвесно прихватају ставове, а при репродукцији их дoживљавају као своје сопствено искуство. Могућа је појава и код ментално здравих особа, у вези са сугестијом и жељом да своји прошлост прикажу у другачијем "светлу“.

## Конфабулација
Конфабулација се односи да догађаје и доживљаје који се нису одиграли, нема упамћивања, већ произвољне конструкције маште, који настаје како би се пребродио процеп, празнина у сећању. Болесник измишља садржаје, како би њима попуни и премостио празнине у сећању. Типићно се јављају код обољења у вези са пролонгираном употребом аклкохола, када је позната као Карсокољева психиза. Пацијент уизносећи податке о себи, свом кретању и активностима у току дана, наилази на "рупе" у сећању. Сопственом иницијативом попуњава те рупе, или некритички прихвата сугестије саговорника (да, тада сам тамо био...), не желећи да његов дефицит пажње буде верификован. Конфабулације се могу јавити и код здравих особа, посебно у условима истраживаног поступка.

## Патолошка лажљивост
Патолошка лажљивост (псеудологија фантастика) је поремећај памћења, удружена са наглашеном потребом пацијента да обилато производи неистините податке, да више ни он, а ни његова околина не могу да разлуче шта је истина, а шта лаж. Временом пацијент креће некритички да верује у своје творевине. Оваква појава се запажа код хистерично структуираних личности.

## Псеудомнезија
Псеудомнезија или псеудореминисценција представља сећање на непостојеће догађаје. Поремећај се виђа код болесника са суманутим идејама и такође код маничних и депресивних пацијената.